# Río Zadorra
El río Zadorra es un río del norte de España, un afluente del Ebro, que discurre casi por completo por Álava, desembocando entre las localidades de Miranda de Ebro y el municipio alavés de Zambrana, donde sirve a lo largo de unos 1600 metros de límite entre el País Vasco y Castilla y León.

## Curso y afluentes
Nace en el puerto de Opacua, en el manantial de Las Corrales, en el término municipal de San Millán, al este de Salvatierra, y se dirige al noroeste para ser represado en el embalse de Ullíbarri-Gamboa tras recoger las aguas del valle de Barrundia y Zapardiel.
El conjunto de embalses del sistema del Zadorra, formado por los embalses de Ullíbarri-Gamboa y Urrúnaga, supone una capacidad de almacenamiento de 220 hm³ de agua, utilizados fundamentalmente para el suministro de agua a Vitoria y la mayor parte de los municipios del Gran Bilbao.
Sus principales afluentes son los ríos Urquiola, Albina, Alegría, Zalla y Ayuda. El Bostibaieta es también un río tributario, así como el Iturzabaleta.

## Historia

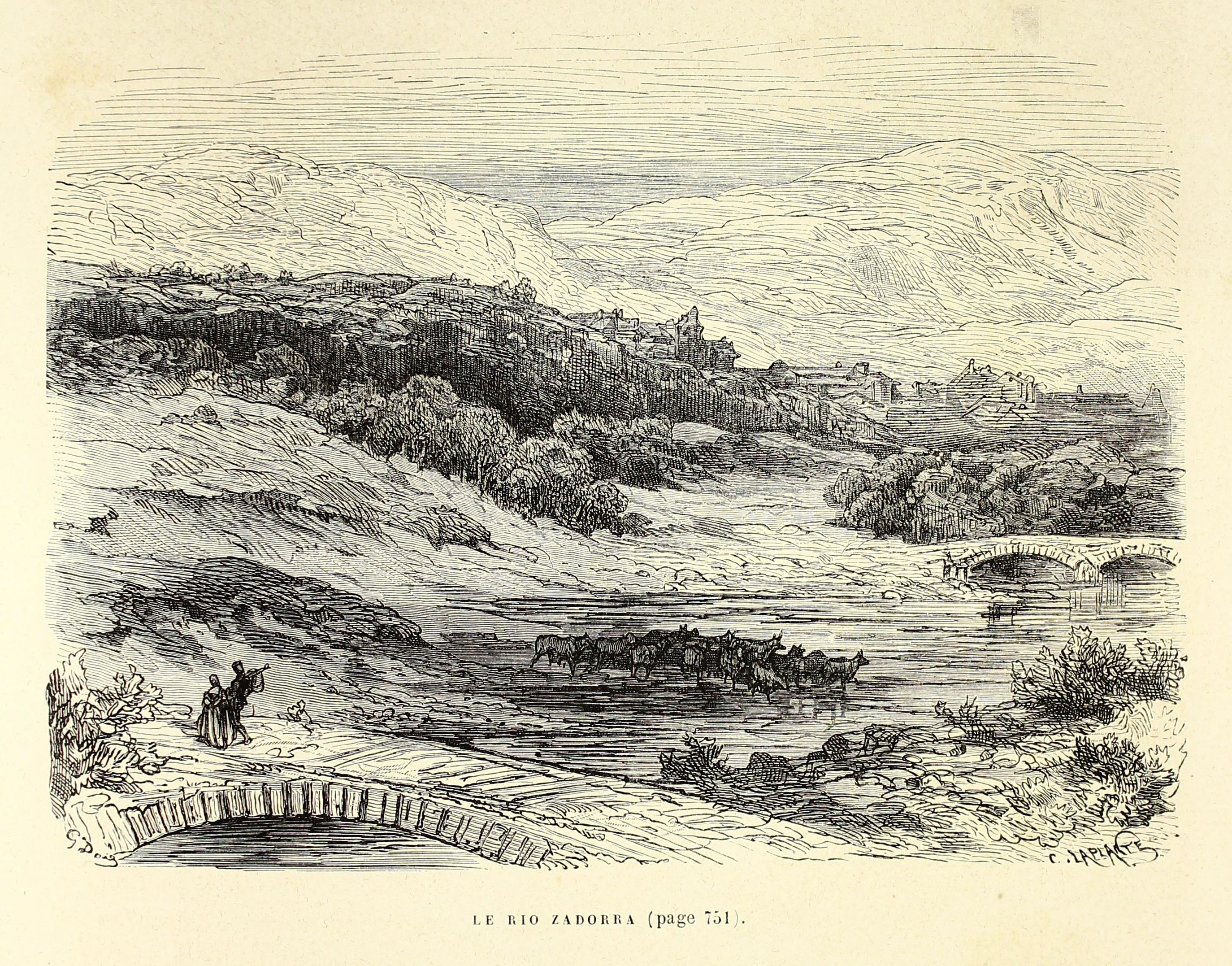
Le Rio Zadorra, de Gustave Doré, ca. 1862.

En el siglo XVIII, durante la Ilustración, se proyectó la realización de un conjunto de canales navegables cuyo objetivo final era comunicar el Mediterráneo por el Ebro (por el Canal de Amposta) y el Canal Imperial de Aragón con el Atlántico por los ríos Zadorra y Deva (Guipúzcoa) (desembocando en Deva) o bien por Laredo (Cantabria), y con el Duero por el canal de Castilla. Supuestamente este proyecto no se llegó a terminar por causa de los elevados costes derivados de la compleja orografía, aunque se hicieron algunos tramos en las zonas más llanas canal de Castilla y parte del Canal Imperial de Aragón entre 1776 y 1790 por orden del conde de Floridablanca.
Aparece descrito en el decimosexto y último volumen del Diccionario geográfico-estadístico-histórico de España y sus posesiones de Ultramar de Pascual Madoz con las siguientes palabras:

ZADORRA: r. el mas caudaloso de la prov. de Alava: se forma de 2 arroyos uno de los cuales nace en los montes que dividen el part. jud. de Salvatierra de la prov. de Navarra sobre el soto ó monte de Munain, al E. y como 1. leg. de la v. de Salvatierra, el cual pasando por medio de aquel lugar, toca en esta v. por N. á dist. de unos 50 pasos. El otro baja de la falda de los montes que por S. separan dicho part. de la hermandad de Campezo por entre los l. de Alangua y Eguilio, y dirigiéndose despues de bañar por O. los términos de Alaiza y Luscando hácia la v. de Salvatierra, é incorporándose con el otro de Munain, corre de SE. á NO. por cerca de Zuazo y Heredia que deja á la der. y Andicana á la izq. hasta entrar en el térm. municipal de Barrundia; sigue luego por los de Guevara, Gamboa y Arrazua, hasta desembocar en el de Ubarrundia por el puente de Ullibarri Gamboa, que consta de 6 arcos bastante elevados, por donde cruza el camino real de Francia. Desde aqui mudando de curso y direccion revuelve sobre la izq. y se dirige de NE. á SO. por medio del térm. municipal de Ubarrundia entre las hermandades de Arrazua, Vitoria, Badayoz, Mendoza, Ariñez é Yruña, sirviendo casi de límite á todas ellas, y bañando los l. de Arroyabe, Mendivil y Durana, recibe en las inmediaciones de este al que corriendo de N. á S. baja por Luco y Retana, y poco mas abajo enfrente de Gamarra mayor al riach. de Zubiate, procedente de Arzubiaga, desde cuyo punto discurre siempre de E. á O. Continúa el Zadorra por el l. de Arriaga, enriquecido antes con un arroyo que, viniendo desde Junquitu y Zurbano, cruza tambien por el camino real, dando movimiento á 2 molino harineros contiguos á este: luego deja á la izq. los términos de Gobeo, Crispijana, Lermanda, Margarita, Iruña y Ariñez, y á la der. Amarita, Gamarra menor, Gamarra mayor, Abechuco y Yurre; engrosándose cerca de este con el pequeño r Iturrizabaleta. Sigue por Lopidana y Asteguieta, y recibiendo enfrente de Margarita las aguas del r. Zalla ó Lendia, continúa hasta Villodas, que deja á la der. Desde aqui endereza de N. á S. hácia la prov. de Búrgos, y haciendo grandes revueltas y movimientos tortuosos, corre por Nanclares de la Oca, Tuyo, Leciñana de la Oca, Manzanos, La-Corzana y Arce que quedan á la der. y á la izq. Subijana, Armiñon y Berantevilla; recogiendo un poco mas adelante, en las inmediaciones de Ntra. Sra. de la Corzanilla, el r. Ayuda, y desembocando cerca de la v. de Zambrana y enfrente de Ircio en el r. Ebro. Corre un espacio de 12 leg. y en todo su curso está provisto de anguilas, barbos y truchas: le cruzan 5 puentes, 2 de ellos de piedra silleria, y da movimiento á 20 molinos harineros.
(Madoz, 1850, p. 441)

## Lugares de interés
Dejando su zona de embalse, y a pesar de soportar los vertidos de diferentes industrias, el río tiene un estado de conservación aceptable, actuando como parte de rincón verde de la ciudad de Vitoria, atravesando la ciudad por Gamarra Mayor y Abetxuko. A la salida de esta ciudad es depurado y afronta zonas más llanas, pero de especial interés, como son la herradura que realiza en torno a los restos romanos de Iruña Veleia en el municipio de Iruña de Oca.
Tras atravesar el desfiladero de la Puebla de Arganzón y dicha villa atraviesa Manzanos y Armiñón, población que tiene un antiquísimo puente de origen medieval sobre él y en la que el río tiene una de sus zonas de cauce más ancho, en torno a la cual se encuentra una pequeña zona de navegación menor de ocio (piraguas, etc.). Este puente fue durante siglos la vía principal de comunicación hacia Castilla.